# Sony Ericsson W705
Sony Ericsson W705是Sony Ericsson在2009年3月28日所推出的第一版滑蓋式大型手機，具照相錄影320萬畫素的能力，他的規模僅次於W980，Sony Ericsson正積極研發更新版W595的研發。